# 五七路街道
五七路街道，是中华人民共和国河北省石家庄市新华区下辖的一个乡镇级行政单位。

## 行政区划
五七路街道下辖以下地区：
经贸社区。